# 小城温泉
小城温泉（おぎおんせん）は、佐賀県小城市小城町岩蔵にある温泉。

## 泉質
- アルカリ性単純温泉
  - 泉温　27℃

## 温泉地
九州の小京都と呼ばれる小城市街地に位置。
嘉瀬川水系の祇園川沿いに一軒宿の「開泉閣」が存在する。日帰り入浴可能。名物は地元名産の鯉料理（鯉こくなど）である。

## 歴史
最初は大正時代初期に温泉が湧出していたが、1964年（昭和39年）、ボーリングによって地下370メートルから温泉が湧出した。

## アクセス
- JR唐津線・小城駅より車で7分。
- 長崎自動車道小城SICより車で15分。
- 長崎自動車道多久ICより国道203号経由、車で22分。

## 周辺
- 須賀神社
- 村岡総本舗羊羹資料館
- ひらまつ病院